# 켄 톰프슨
케네스 레인 톰프슨(Kenneth Lane Thompson, 1943년 2월 4일 ~ )은 미국의 컴퓨터 과학자로 현대 컴퓨터과학의 선구자 중 한명이며, AT&T 벨 연구소에서 유닉스와 플랜 9 운영 체제의 개발을 주도했다. C언어의 모체가 된 B언어를 개발하기도 했다. 2006년부터 구글에서 근무하면서 고 언어의 개발에 참여했다.
그밖에 정규표현식, QED 편집기, UTF-8 인코딩 등의 개발에도 기여했고, 체스기계 벨의 개발에도 동참했다.
1983년에 유닉스 개발과 관련된 공로로 데니스 리치와 함께 튜링상을 수상했다.

## 같이 보기
- 유닉스 철학